# Pilatus Dragons
Die Pilatus Dragons sind eine 1983 gegründete Rollstuhlbasketball-Mannschaft aus den Städten Kriens, Zug und Nottwil in der Zentralschweiz.

## Geschichte
Die 1. Mannschaft im Rollstuhlbasketball verzeichnete bisher folgende Erfolge:
- 1 × WBC-Europapokalsieger (Willi-Brinkmann-Cup): 2005
- 23 × Schweizer Meister: 1984, 1985, 1986, 1992, 1993, 1995, 1996, 1997, 2001, 2002, 2003, 2005, 2006, 2007, 2009, 2010, 2011, 2012, 2013, 2014, 2015, 2016, 2017
- 23 × Schweizer Pokalsieger: 1983, 1984, 1986, 1988, 1990, 1991, 1992, 1993, 1995, 1997, 2001, 2003, 2004, 2007, 2008, 2009, 2010, 2011, 2012, 2013, 2014, 2015, 2016, 2017
- Weitere Europapokal-Teilnahmen

## Vereinsnamen
- 1983 – 1995: RC Kriens/LK Zug
- 1995 – 1998: RC Kriens
- 1998 – heute: Pilatus Dragons